# Arnebia cana
Arnebia cana là loài thực vật có hoa trong họ Mồ hôi. Loài này được (Tzvelev) Czerep. mô tả khoa học đầu tiên năm 1981.